# Araber
Die Araber (arabisch العرب, DMG al-ʿarab) sind eine semitischsprachige Ethnie in Vorderasien und Nordafrika, die überwiegend in den arabischen Ländern beheimatet ist. Als nicht-autochthone Gemeinden leben Araber zudem in der Diaspora in vielen Ländern der Welt, überwiegend in Süd- und Nordamerika sowie Europa, vor allem in Brasilien, Argentinien, Frankreich und in den Vereinigten Staaten.
Die ursprünglichen Araber sind die Ureinwohner der Arabischen Halbinsel bzw. Arabiens, während die Araber aus anderen Teilen der arabischen Welt, wie die aus der Levante oder aus Nordafrika, hauptsächlich Völker sind, die nach der islamischen Expansion sprachlich arabisiert wurden und sich teilweise genetisch mit Arabern vermischten. Daher werden sie oft ungeachtet ihrer jeweiligen unterschiedlichen Geschichte und Kultur ebenfalls als Araber bezeichnet. Seit der islamischen Expansion haben in der Arabischen Welt vielfältig gemischte Ehen und kulturelle Anpassungsprozesse stattgefunden, weshalb heute Araber aus verschiedenen arabischen Ländern teilweise ähnliche soziale, religiöse und andere kulturelle Lebensformen aufweisen.
Nachdem die Bedeutung des Begriffs Araber in unterschiedlichen Kulturen und Zeiten stark voneinander abweicht, ist eine eindeutige Zuweisung nur im entsprechenden Kontext möglich. Für Araber gelten Fremde, die nicht korrekt Arabisch sprechen, als ʿAdscham. Nicht zu den Arabern gezählt werden Ethnien wie Berber, Kurden, Turkmenen, Suryoye, sowie andere Minderheiten, die in arabischen Ländern leben. Viele von ihnen beherrschen Arabisch und seine regionalen Dialekte als Zweitsprache.

## Der Begriff Araber

### Ursprung des Wortes Araber

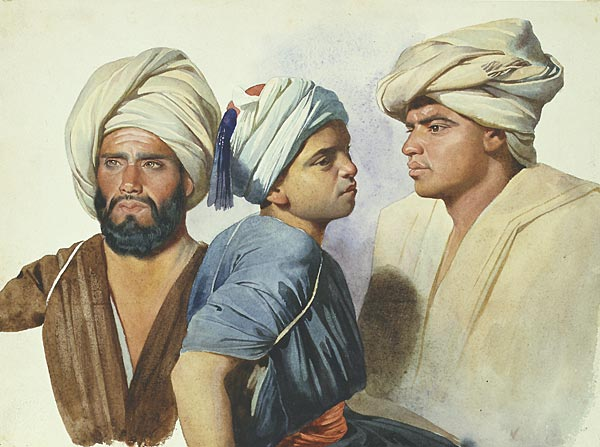
Charles Gleyre, Drei Fellachen (1835)

Zur Herkunft des Wortes ʿarab existieren mehrere Ansätze. Einige führen es zurück auf die semitische Wurzel für „Westen“, die von den Bewohnern Mesopotamiens auf die Völker westlich des Euphrattals angewandt wurde; auch Abar für „reisen, weiterziehen“ wird als möglich angenommen.
Die Bibel liefert im Buch Jeremia Kapitel 25, Vers 24 eine weitere Herkunftsmöglichkeit. Dort heißt es: „… alle Könige Arabiens und alle Könige des Völkergemischs, welche in der Wüste wohnen“. Die hebräische Wortwurzel ajin-resch-bet hat auch die Bedeutung „vermischen“. Mit dem Wort Äräb wird das Völkergemisch bezeichnet, welches in der Wüste wohnt.
Wie die Araber werden auch die Hebräer, als aus Zentralarabien fortziehende Nomaden, als Semiten bezeichnet. Beide Bezeichnungen „Araber“ und „Hebräer“, könnten von dem Wort  ʿabara  abstammen, das in beiden Sprachen für das nomadische „Umherwandern“ steht. Das arabische ʿibri und das hebräische ’ivri bedeuten noch heute „hebräisch“, ʿarabī („arabisch“) könnte eine für Araber typische Metathese sein. أعرابي / aʿrābī und عربي / ʿarabī: aʿrābī bezeichnet Nomaden, während ʿarabī für die Bewohner der Städte steht.
Die ältesten Überlieferungen des Begriffes stammen von den Assyrern (Inschrift aus dem Jahr 853 v. Chr. unter Salmanassar III., 858–824 v. Chr.), aus der Genesis (10. Kapitel) und von Aischylos (Prometheus).
In den assyrischen Texten tauchen die Begriffe Arabi, Arabu oder Urbi häufig als Bezeichnung für einen Landstrich oder für ein Volk auf, das in der nördlichen Region der Arabischen Halbinsel lag bzw. lebte. Zu unterscheiden ist es vom Volk der Sabäer, die im Königreich Saba auf dem Staatsgebiet des heutigen Jemen lebten. Herodot und viele andere griechische und lateinische Schriftsteller bezeichneten als Arabien die ganze Arabische Halbinsel und als Araber alle ihre Bewohner (einschließlich derer der ostägyptischen Wüste zwischen Nil und Rotem Meer).
Bei den Resten der im Süden der arabischen Halbinsel lebenden Stämme (Sabäer) wird der Begriff zum ersten Mal von Personen, die auf der arabischen Halbinsel leben, gebraucht. Als Araber werden dort Beduinen bezeichnet. Somit dient das Wort der Trennung der sesshaften von der nomadisierenden Bevölkerung.
In arabischer Sprache, aber noch in nabatäischer Schrift verfasst, tauchte das Wort 'raber im frühen 4. Jahrhundert n. Chr. in einem Text der Grabinschrift von Namara auf und erzählt die Geschichte eines „Mannes aus Qais“ (Imru al-Qais), der die Oberherrschaft über alle Nomaden in Nord- und Zentralarabien beanspruchte.
So sind nach Hamilton Gibb Araber solche Menschen, „für die die Mission des Propheten Mohammed und die Erinnerung an das Arabische Reich das zentrale historische Faktum sind und die darüber hinaus die arabische Sprache und ihr kulturelles Erbe als ihre gemeinsame Wurzel betrachten und an ihr festhalten.“
Prähistorische, anthropologische und philologisch-linguistische Forschungen haben auf der Arabischen Halbinsel neben den semitischen Arabern eine alte Jägerbevölkerung von teilweise afrikanischer Abstammung und eine dunkelhäutige Restbevölkerung indischer Herkunft nachgewiesen.

### Bedeutungswandel des Wortes Araber

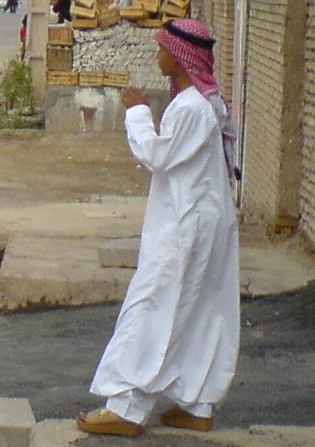
Araber in Dschallabija während des Ramadanfests in der iranischen Stadt Ahvaz

Die Bedeutung des Begriffes Araber unterlag einem gewissen Wandel:
- In vorislamischer Zeit wurden die Araber in Wüstenaraber oder Beduinen (aʿrāb) auf der einen und die sesshaften Araber (ʿarab) auf der anderen Seite unterteilt. Die Wüstenaraber werden im Koran eher negativ dargestellt. So heißt es in Sure 9:97: „Die Beduinen (aʿrāb) sind mehr (als die seßhaften Araber) dem Unglauben und der Heuchelei ergeben und eher geneigt, die Gebote, die Gott auf seinen Gesandten (als Offenbarung) herabgesandt hat, zu übersehen.“
- Darüber hinaus unterschied man die nördlichen Adnan-Stämme von den südlichen Qahtan-Stämmen. Die größte Konzentration der Araber war auf der arabischen Halbinsel zu finden, es gab aber auch arabische Stämme im Nil-Tal, im Römischen Reich und im Perserreich.
- In der Zeit des Propheten Mohammed hat sich an der Unterteilung nichts geändert. Die Sprache wurde aber einheitlicher, denn der Koran wurde in der städtischen Sprache von Mekka und Umgebung niedergeschrieben, was dazu führte, dass viele Dialekte verschwanden.
- Zur Zeit der Ausbreitung des islamischen bzw. arabischen Weltreichs galten als Araber alle Arabisch sprechenden Menschen, die zu einem arabischen Stamm oder zu dessen Nachfahren gehörten. Die Unterscheidung zwischen den Arabern und den Nichtarabern innerhalb des Staates war einfach, da die Vermischung der Völker noch am Anfang stand. Eine strikte Trennlinie zwischen den Menschen wurde aber nicht beabsichtigt.
- In der Blütezeit des islamischen Weltreichs breiteten sich Islam und arabische Sprache mit mehr oder weniger Druck von den erobernden Arabern auf die unterworfene Bevölkerung aus, wodurch die Araber im biologischen Sinne in der Masse der Unterworfenen aufgingen. Dabei spielte eine wichtige Rolle, dass Kalif Abd al-Malik 705 angeordnet hatte, dass das Verwaltungsschriftgut nur noch auf Arabisch verfasst werden sollte. Trotzdem blieb die Ausbreitung der arabischen Sprache im Ganzen hinter jener des Islams zurück (vor allem Persien, Afghanistan und die Hochgebirgsländer der Berber wurden nicht erfasst); in Einzelfällen war es aber auch umgekehrt: die langfristig beim Christentum verbleibenden Bevölkerungsgruppen in Ägypten (Kopten) und Syrien wechselten zur arabischen Sprache. Die Großgruppenidentitäten bezogen sich in dieser Zeit primär auf die Religion, auch auf die Region (z. B. Ägypter, Bürger von Damaskus) und auf den Gegensatz Nomaden–Sesshafte; der Begriff „Araber“ wurde zu einer Bezeichnung für rückständige Beduinen auf der Arabischen Halbinsel.[1]
- Am Ende des ersten Abbasidenstaates (13. Jahrhundert) setzt sich im Okzident zur Bezeichnung der Einwohner der islamischen Welt die Bezeichnung Sarazenen durch. Zum ersten Abbasidenuntergang kam es im Jahre 1258 in Bagdad durch die Mongolen. Der zweite Untergang erfolgte im Jahre 1517 in Kairo durch die Osmanen.
- Unter dem Einfluss der europäischen Vorstellung von Nationen, die sich auf eine gemeinsame Sprache gründen, kam dann Anfang des 20. Jahrhunderts bei arabischen Intellektuellen die Vorstellung einer Gemeinsamkeit der Araber auf und als Folge davon ein panarabischer Nationalismus.[2]

### Die Araber in der Genealogie
In der Bibel (z. B. 1 Chron 1, 29-33) werden die Araber als die Nachkommen Ismaels beschrieben. Diese Vorstellung war auch bei den Arabern selbst verbreitet. Eine Überlieferung, die al-Azraqī in seiner Geschichte Mekkas unter Berufung auf Ibn Ishāq anführt, besagt, dass Gott die Araber aus den Nachkommen der beiden Ismael-Söhne Qaidār und Nābit hervorgehen ließ.

## Zur Geschichte der Araber

### Ursprung
Die proto-arabischen Stämme stammen von der autochthonen semitisch-sprachigen Bevölkerung der Arabischen Halbinsel ab. Zeugnisse dieser proto-arabischen Kultur sind die antiken Zentren Dilmun (viertes Jahrtausend v. Chr.) und Thamūd (erstes Jahrtausend v. Chr.), sowie mehrerer Königreiche im Süden der Arabischen Halbinsel (siehe Sabäer).
Eine im Jahr 2019 im European Journal for Human Genetics in Nature veröffentlichte genetische Studie zeigte, dass Bevölkerungsgruppen in Westasien (Araber), Europäer, Nordafrikaner (Berber), Südasiaten (Inder) und einige Zentralasiaten eng miteinander verwandt sind und eindeutig von Afrikanern südlich der Sahara oder ostasiatischen Bevölkerungsgruppen unterschieden werden können.

### Die vorislamischen Araber
Die wichtigste Quelle zur frühen Geschichte der arabischen Stämme stellen die assyrischen Inschriften und Reliefs dar. Sie berichten vor allem über Kriegszüge, geben jedoch auch Informationen über Alltagsleben und Religion. So sind auf den Reliefs des Nordwestpalastes von Niniveh aus der Zeit Aššurbānipals Araber abgebildet, die zu zweit auf Kamelen reiten und die assyrischen Truppen mit Pfeilen beschießen. Der vordere Reiter lenkt das Kamel, das nur mit einer einfachen, durch Riemen an Hals und Schweif befestigten Decke angetan ist, dabei mit einem Stab. Die Reiter haben schulterlanges Haar und einen kurzen Vollbart und sind nur mit einem voluminösen Lendenschurz bekleidet.
Hinsichtlich der religiösen Vorstellungen teilte der in Bagdad wirkende Doxograph Abū ʿĪsā al-Warrāq (gest. 861/62) die vorislamischen Araber in vier Gruppen ein:
- Eine Gruppe glaubte an den Schöpfergott, den Anfang der Welt und die Wiederauferweckung der Toten, negierte jedoch die Möglichkeit von Gottesgesandten. Sie verehrten Götzenbilder (aṣnām), um sich Gott (Allāh) anzunähern, wallfahrteten zu ihnen, brachten ihnen Schlachtopfer dar, führten für sie Opferzeremonien durch und nahmen für sie eine Einteilung in profan und heilig vor.
- Eine zweite Gruppe bekannte sich zum Schöpfergott, negierte jedoch die Möglichkeit der Wiederauferweckung und Auferstehung.
- Eine dritte Gruppe bestritt die Existenz eines Schöpfergottes, neigte zum Agnostizismus (taʿṭīl) und vertrat die Lehre von der schicksalhaften Zeit (dahr). Es ist diese Gruppe, die der Koran in Sure 45:24 mit der Aussage zitiert: „Es gibt nur unser diesseitiges Leben. Wir sterben und leben und nur die Zeit läßt uns zugrunde gehen.“
- Eine vierte Gruppe neigte zum Judentum und Christentum.[7]

### Arabisch-Islamische Expansion

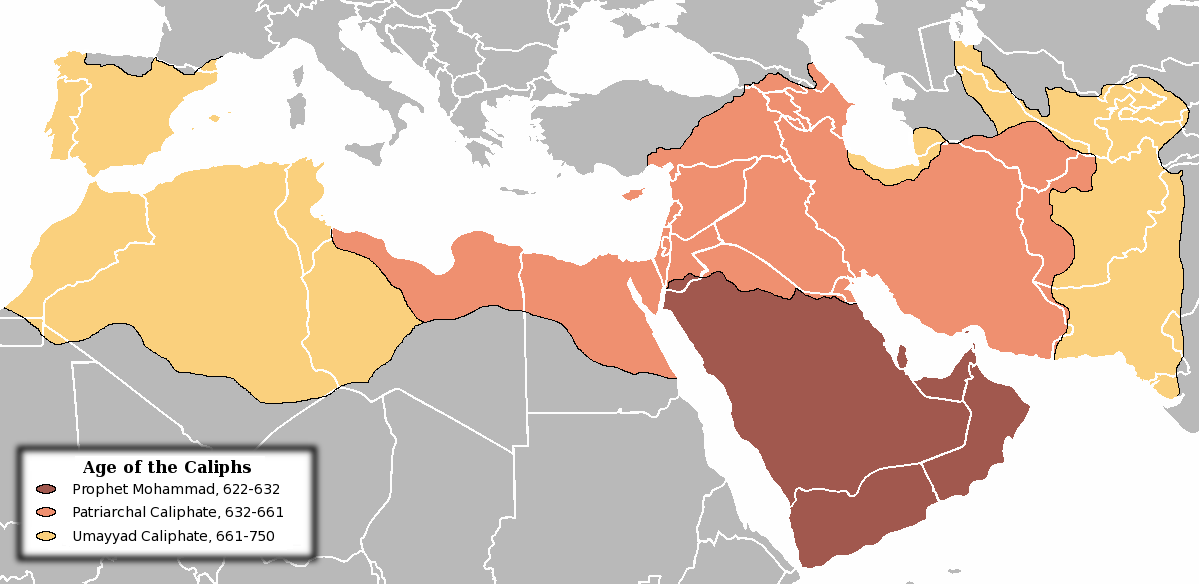
Die arabisch-islamische Expansion (7.–8. Jahrhundert n. Chr.)

Im Zuge der islamischen Expansion breiteten sich die Araber im 7. und 8. Jahrhundert von ihrem ursprünglichen Gebiet auf der arabischen Halbinsel nach Nordafrika, Spanien, Palästina, Syrien und Persien aus.
Der islamische Machtbereich erstreckte sich bis zum Tod Mohammeds 632 n. Chr. auf die Arabische Halbinsel, deren Randgebiete weitgehend unter der Kontrolle Ostroms und des Sassanidenreichs standen.
Diese beiden Großmächte der Spätantike hatten sich bei ihrer Grenzverteidigung lange großteils auf arabische Stämme verlassen. Doch hatte der sassanidische Großkönig Chosrau II. das Reich der Lachmiden, deren Hauptstadt Hira im heutigen Südirak lag, bereits um 602 vernichtet. Wenig später hatten die Araber in einem kleineren Gefecht mit den Persern festgestellt, dass ihre leichte Reiterei den schwer gepanzerten sassanidischen Kataphrakten gewachsen bzw. überlegen war.
Begünstigt wurden die Araber dabei durch die ungewöhnliche Schwäche ihrer Gegner: Die Oströmer stützten sich seit dem fünften Jahrhundert vielfach auf die teilweise christlichen Ghassaniden, die südlich von Damaskus herrschten. Doch waren sowohl Ostrom als auch Persien von einem langen Krieg erschöpft, den sich beide bis 629 geliefert hatten, siehe dazu Herakleios und Römisch-Persische Kriege. Beide Reiche waren ganz aufeinander fixiert und militärisch nicht auf einen Angriff der Araber eingerichtet. Kurz vor dem Tod des Kaisers Herakleios (610 bis 641), der die Sassaniden mit Mühe besiegt und so sein Reich noch einmal gerettet hatte, sollte dann die Hauptphase der arabisch-islamischen Expansion beginnen – ausgerechnet zu einem Zeitpunkt, als die Römer die Zahlungen an ihre arabischen Verbündeten einstellten.
Von etwa 1150 bis 1492 erfolgte ein allmählicher Niedergang des arabischen Weltreiches. Im Jahr 1258 eroberten die Mongolen Bagdad, 1492 wurde mit Granada das letzte maurische Reich durch die christlichen Spanier erobert.

## Siedlungsgebiet

Das Siedlungsgebiet der Araber

Gegenwärtig leben etwa 350 Millionen Araber auf der Erde, darunter circa 200 Millionen, die sich auf die 22 arabischen Länder verteilen. Sie stellen die überwiegende Mehrheit der Bevölkerung in Ägypten, Saudi-Arabien, im Irak, Jemen, in Syrien, Jordanien, in den Palästinensischen Autonomiegebieten, im Libanon, in Kuwait, Oman und in den Staaten des Maghreb. In den arabischen Staaten Bahrain, Katar, den Vereinigten Arabischen Emirate, Sudan, Somalia und Dschibuti bilden die Araber eine Minderheit. Als autochthone Minderheiten leben Araber auch in nicht-arabischen Ländern wie in Iran (2 Millionen, vor allem in den Provinzen Chuzestan und Hormozgan), in Pakistan (3,5 Millionen vor allem in Karatschi, Lahore, Islamabad und in der Nord-West Provinz), in der Türkei (ohne Flüchtlinge mehr als 2 Millionen), vor allem in den Provinzen Hatay, Şanlıurfa Mardin, Muş und Siirt, sowie in Israel (1,4 Millionen, vor allem im Nordbezirk und im Bezirk Jerusalem). Außerdem existiert eine große arabische Diaspora in Amerika und Europa, deren Zahl etwa 25 Millionen beträgt. Sie leben überwiegend in Brasilien (12 Millionen), Argentinien (3,5 Millionen), Frankreich (3,5 Millionen) und in den Vereinigten Staaten (1,5 Millionen).

## Religion

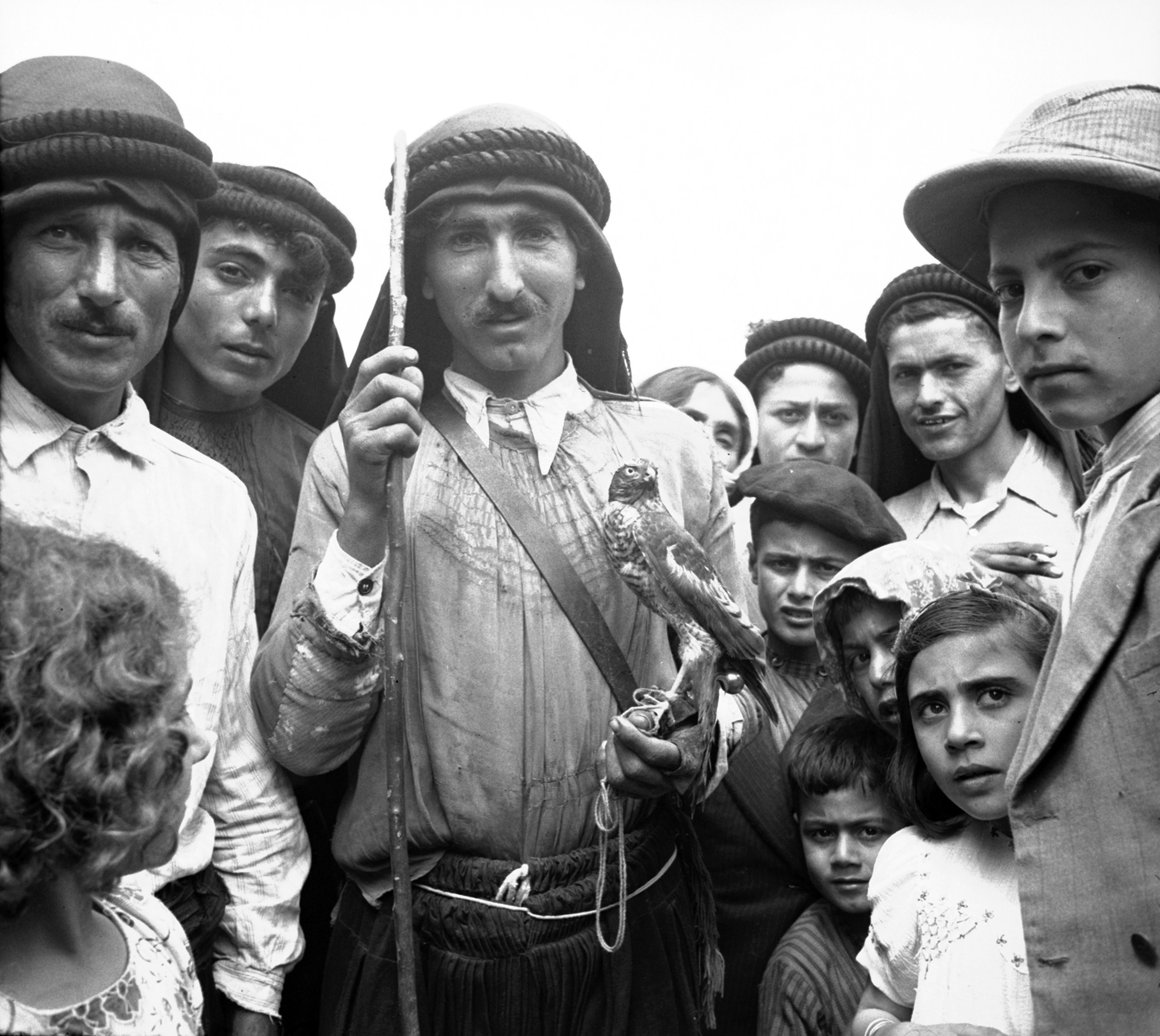
Alawiten in Syrien

- Die überwiegende Mehrheit der Araber sind Muslime der verschiedenen islamischen Konfessionen.
  - Die meisten von ihnen sind Sunniten (über 90 %).
  - Im südlichen Irak und im südlichen Libanon, in der saudischen Provinz asch-Scharqiyya und in der iranischen Provinz Chuzestan leben schiitische Araber (Imamiten), die über vier Staaten verteilt sind.
  - In Syrien, im Libanon und in der türkischen Provinz Hatay gibt es eine große Gemeinde der Alawiten (Nusairier).
  - Die Mehrheit der Bevölkerung Omans zählt sich zu den Ibaditen.
- Zu den christlichen Arabern zählt ein Teil der Angehörigen altorientalischer Kirchen, wie z. B. der koptischen Kirche in Ägypten und im Sudan. In Syrien, Irak, Jordanien, Libanon und Palästina leben daneben auch orthodoxe und katholische Araber.

## Organisationen
- Arabische Liga
- Golf-Kooperationsrat
- Organisation der Islamischen Konferenz
- Union des Arabischen Maghreb

### Einführungen in die Geschichte der Araber
- Jacques Berque: Les Arabes d’hier à demain. Éditions du Seuil, Paris 1960.
- Dominique Chevalier, André Miquel (Hrsg.): Les Arabes, du message à l’Histoire. Fayard, Paris 1995, ISBN 2-213-59330-2.
- Ulrich Haarmann: Geschichte der arabischen Welt. C.H. Beck, München, 4., überarbeitete und erweiterte Aufl. 2001, herausgegeben von Heinz Halm, ISBN 3-406-47486-1.
- Albert Hourani: Die Geschichte der arabischen Völker. Weitererzählt bis zum Arabischen Frühling von Malise Ruthven. S. Fischer, Frankfurt am Main 2014, ISBN 978-3-10-031836-7.
- Andreas Kaplony (Hrsg.): Geschichte der arabischen Welt. C.H. Beck, München 2024.
- Bernard Lewis: Die Araber. Deutscher Taschenbuch Verlag, München 2002, ISBN 3-423-30866-4.
- Maxime Rodinson: Die Araber. Suhrkamp, Frankfurt am Main, 3. Aufl. 1991, ISBN 3-518-11051-9.
- Eugene Rogan: Die Araber. Eine Geschichte von Unterdrückung und Aufbruch. Propyläen Verlag, Berlin 2012, ISBN 978-3-549-07425-1 (dt. Ausgabe, mit neuer Einleitung; Originalausgabe: Penguine Books 2009).
- Alfred Schlicht: Geschichte der arabischen Welt. Reclam, Stuttgart 2013, ISBN 978-3-15-010916-8.
- Dominique Sourdel: Histoire des Arabes. Presses Universitaires de France (PUF), Paris 1976 (= collection « Que sais-je ? », Bd. 915).

### Einzelne Themen der Geschichte der Araber
- Ayad Al-Ani: Araber als Teil der hellenistisch-römischen und christlichen Welt. Wurzeln orientalistischer Betrachtung und gegenwärtiger Konflikte: von Alexander dem Großen bis zur islamischen Eroberung. Duncker & Humblot, Berlin 2014, ISBN 978-3-428-14119-7.
- Manfred Kropp (Hrsg.): Die Geschichte der »reinen Araber« vom Stamme Qaḥṭān. Aus dem Kitāb našwat aṭ-ṭarab fī taʾrīḫ ǧāhiliyyat al-ʿArab des Ibn Saʿīd al-Maġribī. (= Heidelberger Studien zur Geschichte und Kultur des modernen Vorderen Orients, Bd. 4). Lang, Frankfurt am Main 1982, ISBN 3-8204-7633-4.
- Alfred Schlicht: Die Araber und Europa. 2000 Jahre gemeinsamer Geschichte. Kohlhammer, Stuttgart 2008, ISBN 978-3-17-019906-4.

### Christen in der arabischen Welt
- Samir Khalil Samir: Rôle culturel des chrétiens dans le monde arabe. CEDRAC, Beirut, 2., erweiterte Aufl. 2003 (= Cahiers de l’Orient chrétien, Bd. 1).
- Bernard Heyberger: Chrétiens du monde arabe. Un archipel en terre d’Islam. Éd. Autrement, Paris 2003, ISBN 2-7467-0390-4.

### Arabische Philosophie
- Mohammed Arkoun: La pensée arabe. Presses Universitaires de France (PUF), Paris, 3. Aufl. 1975.